# Safe Haven (film)
Safe Haven er en amerikansk romantisk dramatisk thriller fra 2013 med Julianne Hough, Josh Duhamel og Cobie Smulders i hovedrollerne. Filmen blev også den sidste filmrolle for skuespilleren Red West. Den blev udgivet i biograferne i Nordamerika den 14. februar 2013 og blev tilgængelig på streamingstjenester i Danmark 4. juli samme år. Filmen blev instrueret af Lasse Hallström, og er en filmatisering af Nicholas Sparks' roman af samme navn fra 2010.

## Plot
Erin (Julianne Hough) flygter rædselsslagent fra sit hjem i Boston, i hænderne har hun en blodig kniv. Efter at have søgt ly hos en nabo, tager hun hen til busstationen for at flygte ud af byen. Hun klipper og bleget sit hår og hun står først af bussen i den lille by Southport, North Carolina.
Hun præsenterer sig selv som Katie i dagligvarebutikken. Efter at have fået et job som servitrice og lejet et lille hus i udkanten af byen, bliver hun ven med sin nabo, Jo (Cobie Smulders). Hun møder Alex Wheatley (Josh Duhamel), der driver den lokale købmand og er enkefar til to små børn, Josh, der har et anstrengt forhold til sin far, og Lexie. Alex giver snart Katie en cykel, så hun ikke skal gå den lange tur fra sit hus ind til byen. I første omgang overreagerer hun negativt på den venlige gestus, fordi hun ikke vil "skylde nogen noget".
Det går dig ikke længe, før Katie og Alex indleder et forhold, og hun bliver en morfigur for Josh og Lexie. I mellemtiden laver Kevin Tierney, en politimand i Boston, efterlysningsplakater efter en kvinde ved navn "Erin", hvor der står at hun er efterlyst for drab. Alex ser den eftersøgte plakat på politistationen og bemærker, at billedet umiskendeligt ligner Katie. Han konfronterer hende og starter et stort skænderi - hun forsøger at forklare, at hun var ung, dum og giftede sig med en mand, der kun gjorde hende ondt - men Alex føler sig ført bag lyset og Katie vil forlade byen.
Da Katie er ved at rejse, når Alex at finde hende og siger, at han er blevet forelsket i hende og tigger hende om ikke at forlade byen og lover at holde hende i sikkerhed. Katie returnerer modvilligt hans kærlighedserklæring og beslutter sig for at blive i Southport (selvom han stadig er bange for at bringe fare over Alexs familie). Hun fortæller ham, at hun flygtede dertil for at undslippe sin voldelige og alkoholiserede politi-ægtemand. De kom op og slås og at hun stak ham med en kniv i selvforsvar, før hun i panik flygtede sydpå i håb om endelig at undslippe ham.
I mellemtiden er Kevin suspenderet for at lave de falske efterlyste plakater - for en forbrydelse, der slet ikke er blevet begået - og for at have været fuld på arbejde. I den efterfølgende konfrontation med hans chef afsløres det, at han er Katies (Erins) voldelige, alkoholiserede mand, stadig er i live. Et flashback afslører derefter, at den nat Katie flygtede, havde hun stukket Kevin i siden med kniven, da han angreb hende i et beruset raseri. Rasende bryder han ind i Katies tidligere nabos hjem i Boston og får telefonnummeret til restauranten, hvor Katie arbejder. Kevin ankommer lige i tide til byens 4. juli-parade, hvor den stærkt berusede Kevin ser Katie i armene påAlex, hvilket gør ham rasende. Derhjemme samme aften har Katie en drøm om, at hun står på kajen og ser fyrværkeriet, da Jo kommer og fortæller Katie, at "han" er her. Katie vågner ved siden af en sovende Lexie, da Kevin pludselig dukker op, konfronterer hende og kræver, at hun går tilbage med ham. Hun nægter og beder ham at gå. Kevin trækker en pistol og hælder benzin over hele butikken for at brænde den ned.
Katie køber tid ved at lade som om hun har sympati for ham og lyver om at ville vende hjem med ham. Når han slipper sin vagt ned, skubber hun ham i vandet. En gnist fra fyrværkeri antænder benzinen og starter en brand, der omsluger butikken. Alex ser den brændende butik, krydser hurtigt havnen med båd og redder Lexie. I mellemtiden, da Katie kæmper med Kevin, går pistolen af og dræber Kevin.
Efter branden finder Alex flere breve skrevet af hans afdøde kone, Carly, før hun døde. De var skrevet på forhånd til mindeværdige begivenheder som Joshs 18. års fødselsdag og Lexies bryllupsdag. Alex giver Katie et brev med ordene "Til hende" på konvolutten. Brevet forklarer, at Alex må være forelsket i hende, siden han har givet hende brevet, og Carly håber, at hun føler det samme og ønsker, at hun kunne være der sammen med dem. Vedlagt brevet er et foto af Alexs afdøde kone. Katie indser, at hendes nabo "Jo" var Carlys spøgelse, der passede på dem.

## Cast
- Julianne Hough som Erin Tierney / Katie Feldman, en ung kvinde der flygter fra sin voldelige ægtemand og bliver kæreste med Alex.
- Josh Duhamel som Alex Wheatley, enkemand der kæmper med at opdrage sine børn efter konens død og Katies kæreste.
- Cobie Smulders som Carly / Jo, en lokal kvinde, der bliver venner med Katie.
- David Lyons som politimanden Kevin Tierney, Katies voldelige ægtemand.
- Mimi Kirkland som Lexie Wheatley, datter af Alex
- Noah Lomax som Josh Wheatley, søn af Alex, som har et anstrengt forhold til hans far på grund af morens død.
- Irene Ziegler som Mrs. Feldman
- Robin Mullins som Maddie
- Red West som Roger. Det her var Wests sidste optræden i en film før hans død i juli 2017.
- Juan Carlos Piedrahita som politimand Ramirez
- Cullen Moss som politichef Bass
- Mike Pniewski som politikommisær Robinson

## Produktion
Ifølge en artikel fra Twitch Film fra 2012 havde Keira Knightley været del af "tidlige samtaler" med tanken om at hun skulle spille Katie,  men måtte sige nej tak, på grund af planlægningskonflikter med filmen fra 2013. 
Filmen begyndte de indledende optagelser den 18. juni 2012 i Wilmington og Southport, North Carolina.  Dele blev filmet i Louisiana og åbningsscenen med Katie på busstationen er optaget på Linn Cove Viaduct langs Blue Ridge Parkway nær Grandfather Mountain i Linville, North Carolina.

## Modtagelse

### Box office
Safe Haven indtjente $71.349.120 i Nordamerika og $26.245.020 i andre engelsktalende lande til i alt at have indtjent $97.594.140 på verdensplan.
I sin åbningsweekend indtjente filmen $21.401.594 og endte på tredjepladsen i box office bag A Good Day to Die Hard ($24.834.845) og Identity Thief ($23.674.495).

### Anmeldelser
Anmeldelserne af Safe Haven var stort set dårlige.     På Rotten Tomatoes har den en rating på 13%, baseret på anmeldelser fra 146 anmeldere, med en gennemsnitlig vurdering på 4,00/10. Konsensus lyder: "Småttænkende, forudsigelig og melodramatisk, Safe Haven lider også under et latterligt plot-twist, hvilket gør den til en særlig uanstændig Nicholas Sparks-filmatsering."  På Metacritic har filmen en score på 34 ud af 100, en "generelt ugunstig" score, baseret på 33 anmeldelser.  Publikum angav på CinemaScore filmen en karakter B+. 
Richard Roeper kaldte filmen "Bat. Bleep. Crazy." Han stiller også spørgsmål ved om filmskaberne eller nøglekarakteren var blevet gal. Roeper udtrykker vantro over twist-slutningen, og "hvor vanvittig det hele er". Hvis han skulle se bort fra twist-slutningen, ville han have givet filmen 2,5 stjerner, men giver den i sidste ende kun 1,5 ud af fire stjerner.  Peter Bradshaw, anmelder ved The Guardian, kaldet Safe Havens location og setting 'en sukkersød udgave af en lille amerikansk by, der ikke jan findes i den virkelige verden nogen steder.'  Peter Travers fra Rolling Stone gav filmen nul stjerner ud af fire og sluttede sin anmeldelse af med at sige: "I hadede Safe Haven. Det er en frygtelig ting at gøre mod din valentinsdate." 

### Udmærkelser
| År   | Pris                                   | Kategori                                                      | Modtager(e)                                            | Resultat  |
| ---- | -------------------------------------- | ------------------------------------------------------------- | ------------------------------------------------------ | --------- |
| 2013 | Golden Trailer Awards                  | Best Romance TV Spot                                          | Relativity Media & mOcean                              | Vundet    |
| 2013 | Golden Trailer Awards                  | Best Romance Poster                                           | Relativity Media                                       | Vundet    |
| 2013 | Golden Trailer Awards                  | Best Romance                                                  | Relativity Media & mOcean                              | Nomineret |
| 2013 | Golden Trailer Awards                  | Best Music TV Spot                                            | Relativity Media & mOcean                              | Nomineret |
| 2013 | Teen Choice Awards                     | Choice Movie: Romance                                         |                                                        | Nomineret |
| 2013 | Teen Choice Awards                     | Choice Movie Actor: Romance                                   | Josh Duhamel                                           | Nomineret |
| 2013 | Teen Choice Awards                     | Choice Movie Actress: Romance                                 | Julianne Hough                                         | Nomineret |
| 2014 | ASCAP Film and Television Music Awards | Top Box Office Films                                          | Deborah Lurie                                          | Vundet    |
| 2014 | Grammy Awards                          | Best Song Written for Visual Media                            | Colbie Caillat & Gavin DeGraw for sangen: We Both Know | Nomineret |
| 2014 | Young Artist Awards                    | Best Performance in a Feature Film - Supporting Young Actress | Mimi Kirkland                                          | Nomineret |

## Home media
Safe Haven blev udgivet på DVD og Blu-ray den 7. maj 2013. Filmen har kun været tilgængelig på streamingstjenester i Danmark.